# Mikve Jisra'el
Mikve Jisra'el (hebrejsky מִקְוֵה יִשְׂרָאֵל, „Naděje Izraele“, v oficiálním přepisu do angličtiny Miqwe Yisra'el), podle Jr 14, 8 (Kral, ČEP), byla nejen první židovská zemědělská škola v Palestině, ale i první moderní židovská zemědělská usedlost vůbec.

## Historie
Wolf Kalischer, syn rabiho Cvi Hirsche Kalischera, založil školu v roce 1870 jihovýchodně od dnešního Tel Avivu, na území pronajmutém od tureckého sultána, který tím vyčlenil 750 akrů pro Netterův projekt. Charles Netter, člen nesionistické organizace Alliance Israélite Universelle, který byl prvním ředitelem Mikve Jisra'el, zavedl nové metody zemědělské výuky. Finanční podporu školy zajišťoval baron Edmond James de Rothschild.
Název školy vzešel ze dvou pasáží knihy Jeremjáš – Jeremjáš 14:8 a 17:13. Byl navržen Wolfem Grinsteinem, jedním z prvních studentů, který na škole později sám učil. 
V roce 1898 se u vchodu do školy setkal Theodor Herzl s císařem Vilémem II. během jeho cesty po Erec Jisra'el.
Dnes se nachází vchod do školy na území města Cholon.
V areálu školy se nachází synagoga z 19. století s ornamentálním stropem a mramorovou podlahou.

## Demografie
Areál Mikve Jisra'el má status administrativně samostatné obce. K 31. prosinci 2014 zde žilo 372 lidí. Během roku 2014 klesla populace o 5,6 %
| Rok            | 1948 | 1961 | 1972 | 1983 | 1995 | 2010 | 2011 | 2012 | 2013 | 2014 |
| -------------- | ---- | ---- | ---- | ---- | ---- | ---- | ---- | ---- | ---- | ---- |
| Počet obyvatel | 789  | 799  | 655  | 860  | 771  | 391  | 251  | 394  | 394  | 372  |